# Der Seeräuber (1926)
Der Seeräuber ist ein US-amerikanischer Zwei-Farben-Stummfilm aus dem Jahre 1926 mit Douglas Fairbanks in der Titelrolle, welcher auf DVD und Blu-ray ausschließlich in nachvertonter Version vorliegt.

## Handlung
Eine Bande von Seeräubern kapert ein spanisches Schiff, tötet alle Besatzungsmitglieder und sprengt es mitsamt allen Insassen in die Luft. Dabei kommen fast alle Passagiere ums Leben. Einer der Passagiere überlebt diesen grausamen Akt an der Seite seines schwer verletzten Vaters und strandet auf einer Insel. Dort muss er aber rasch seinen im Sterben liegenden Vater begraben. Der Überlebende schwört blutige Rache an den Piraten, die seines Vaters Leben auf dem Gewissen haben, und beschließt, sich den Seeräubern anzuschließen. Er will eines Tages selbst deren Anführer werden, um diese mörderische Bande von innen her auszulöschen. Und so geschieht es. Es kommt zu einem Zweikampf auf Leben und Tod, bei dem der bisherige Piratenkapitän unterliegt und getötet wird. Aus dem einfachen Passagier ist nun ein waschechter Seeräuber geworden, der fortan nur noch der „schwarze Pirat“ genannt wird. Doch noch kann er die Führung auf dem Schiff, die ihm vom nächsten ranghohen Offizier, dem Piratenleutnant, streitig gemacht wird, übernehmen.
Als unter seiner Mitführung wieder einmal ein Schiff gekapert wird, trifft man an Bord eine schöne junge Dame namens Isobel an. Die sexuell ausgehungerten Männer, allen voran der Piratenleutnant, wollen sich sogleich über die holde Maid hermachen, doch der schwarze Pirat stellt sich schützend vor sie, mit der Begründung, sie sei in Wahrheit eine waschechte Prinzessin, und er wolle sie deshalb schonen, weil das hohe Fräulein ein fettes Lösegeld versprechen würde – und zwar nur im unbeschadeten Zustand. Doch einer seiner Seeräuber-Kumpane, der ihn argwöhnisch beobachtende Piratenleutnant, durchschaut des schwarzen Piraten Spiel und nimmt ihn gefangen. Nun will man ihn über die Planke schicken, eine Exekution auf die Piratenart. Als das Lösegeld für Isobel nicht eintrifft, will sich der Piratenleutnant das nehmen, von dem er meint, dass es ihm zusteht: die Frau! In der Zwischenzeit gelang es dem schwarzen Piraten mit Hilfe eines Verbündeten an Bord, des einarmigen MacTavish, zu fliehen und über Bord zu springen, um Soldaten zur Rettung der weiblichen Geisel zu holen. Wieder an Bord, kommt es zu einem langen Kampf Mann gegen Mann. Schließlich werden die Piraten besiegt, und Isobel, in Wahrheit ein Edelfräulein, kann in die Arme des „schwarzen Piraten“, in Wahrheit ein veritabler Herzog von Arnoldo, sinken.

## Produktionsnotizen
Der Seeräuber, im Original The Black Pirate, entstand auf bzw. vor Santa Catalina Island in Kalifornien und wurde am 8. März 1926 in den Vereinigten Staaten uraufgeführt. In Deutschland lief Der Seeräuber im Dezember desselben Jahres an, in Österreich war die Premiere für den 6. Januar 1928 vorgesehen.
Fairbanks lieferte die Idee und Storyvorlage zu diesem Film unter dem Pseudonym „Elton Thomas“. Die Kosten betrugen 1,3 Millionen USD, eine für damalige Zeiten enorm hohe Summe.
Von 1970 bis 1972 bemühte sich das British National Film Archive auf Bitte von Fairbanks’ Sohn Douglas Fairbanks junior um eine vollständige Restaurierung des Films. The Black Pirate wurde 1993 ins National Film Registry aufgenommen.
Der Darsteller des MacTavish, Donald Crisp, hatte bei Fairbanks’ vorhergehendem Film Der Mann mit der Peitsche Regie geführt.

## Kritiken

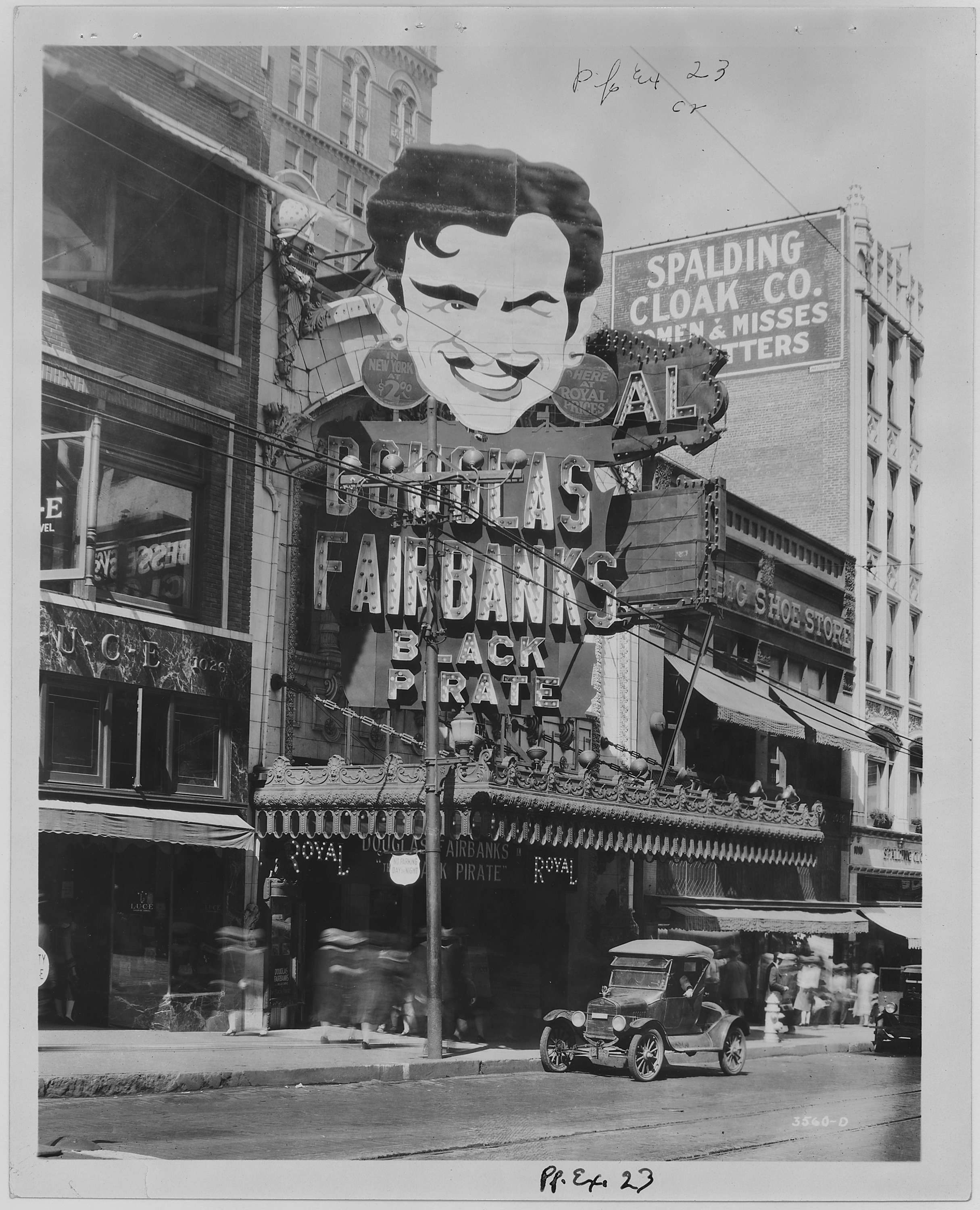
Kino in Kansas City, das mit The Black Pirate wirbt

In der New York Times schrieb Mordaunt Hall in der Ausgabe vom 9. März 1926 Folgendes: „Der Film ist eine Serie von robusten Szenen, die auf einen hauchdünnen Faden einer Story geschleudert wurden. In ihm gibt es eine Menge cleverer Ideen, die garantiert jedem Leser von ‚Die Schatzinsel‘ gefallen werden. (…) Da gibt es einen vergrabenen Schatz, explodierende Segelschiffe, eine Romanze mit einem schönen Mädchen, der ungezwungene Gebrauch von Entersäbeln und Messern, die dramatische Episode, wo der Held auf die Planke muss und die nachfolgende Gefangennahme der gierigen Räuber. (…) Diese Produktion ist ein weiterer Schritt vorwärts auf der Leinwand, eine, die dem Jungen wie seiner Mutter gefallen wird und eine gesunde Unterhaltung für Männer jeden Alters ist.“
Paimann’s Filmlisten nennt den Film ein „Abenteuerdrama“ und urteilte: „Die Hauptrolle dieses Films spielt Douglas Fairbanks, ausgezeichnet wie immer. Das bedeutet seinen Erfolg. Viel dazu beitragen wird auch die nach dem Technikolor-Verfahren ausgeführte Farbenphotographie, welche aber mit Vernunft angewendet und dem Allzubunten aus dem Wege geht. (…) Das Sujet ist wie immer abenteuerlich, nichtsdestoweniger aber ansprechend, die Regieführung anfänglich unter dem gewohnten Fairbanks-Tempo, welches dafür aber in den letzten Akten zur Geltung kommt.“

„Heiterer Mantel-und-Degen-Film mit dem Star in Topform.“

Jeffrey Vance erinnerte in seiner Fairbanks-Biografie, dass The Black Pirate der wohl „am sorgfältigsten vorbereitete Film in Fairbanks’ gesamter Karriere“ gewesen sei. Das Ergebnis, so Vance, sei der Versuch gewesen, „eine blendende, neue Präsentation der wichtigsten Produktionsaktiva des Produzenten und Schauspielers, sich selbst“, zu gestalten. Weiters schreibt er: „Fairbanks ist glänzend als tollkühner Freibeuter und erhält Auftrieb durch eine Produktion, die übervoll ist mit einem tollen Abenteuer, gewürzt mit außerordentlichen Stunts und Degenfechtereien, inklusive dem viel gerühmten Hinuntergleiten am Segeltuch.“